# ノッティング・ヒル

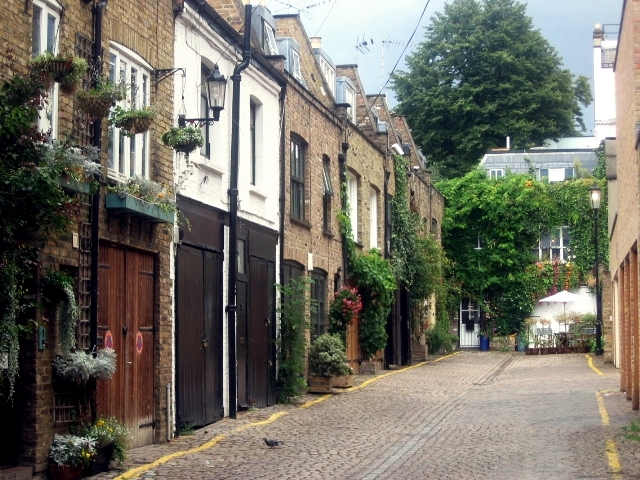
ノッティング・ヒル

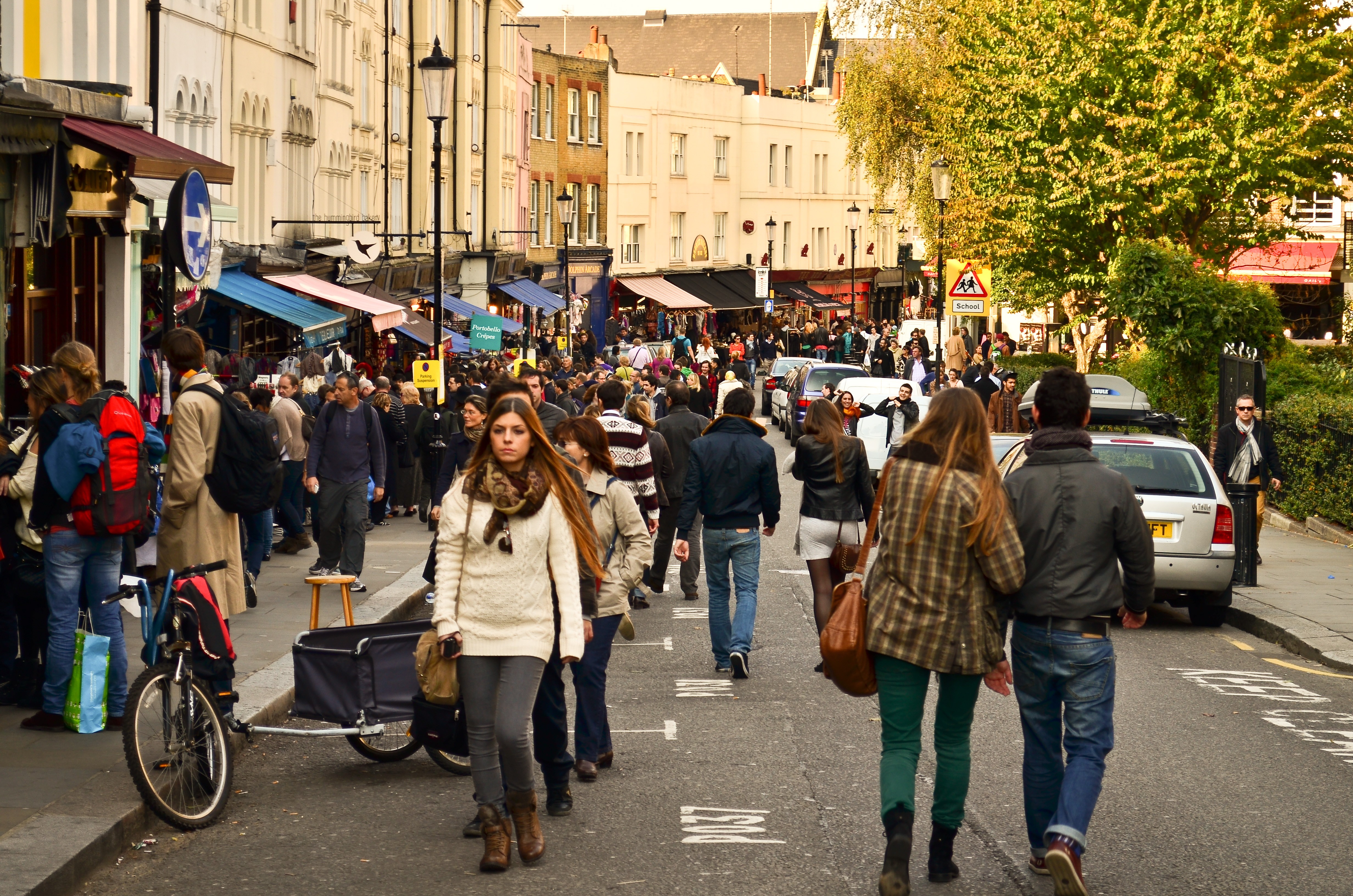
週末のポートベロー・ロード

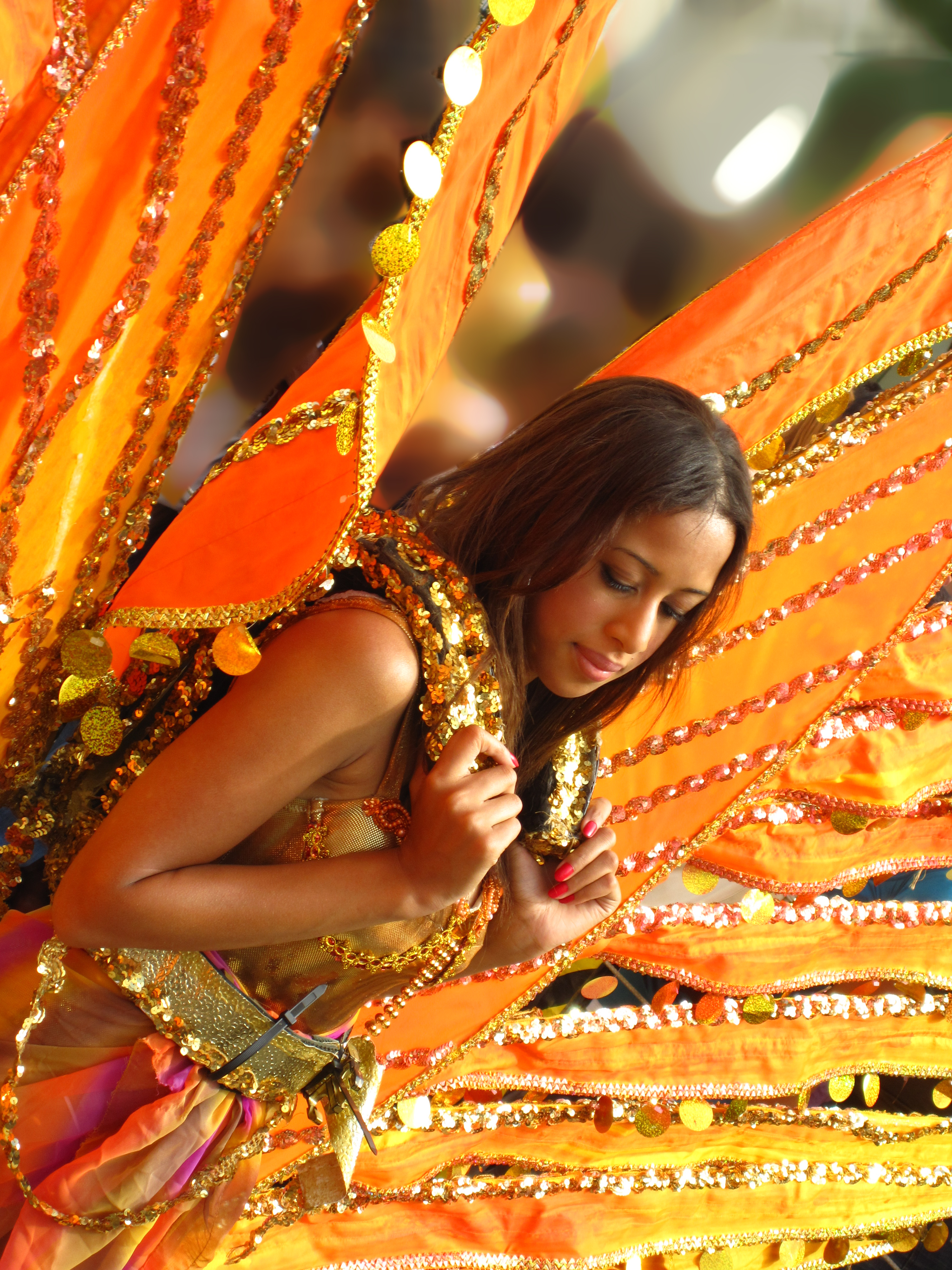
ノッティング・ヒル・カーニバル2009

ノッティング・ヒル (Notting Hill) は、ウェスト・エンド・ロンドンの地域で、行政上はケンジントン・アンド・チェルシー区に属する。ハイド・パークないしケンジントン・ガーデンズの北西至近にあり、南側はケンジントン地区、東側はシティ・オブ・ウェストミンスターのベイズウォーター、ウェストボーン・グリーン地区となる。
高級住宅地であり、東西に走る通りであるウェストボーン・グローヴ (Westbourne Grove) 沿いは高級志向の洗練されたブティックやレストランが軒を並べる。映画「ノッティングヒルの恋人」の舞台としても知られている。

## 特徴
東西に走るウェストボーン・グローヴと南北に交差するポートベロー・ロード (Portobello Road) では、毎週末に開かれるアンティークの蚤の市（フリーマーケット）が有名で、多くの観光客が訪れる。
また、1965年から毎年8月に開催されるノッティング・ヒル・カーニバル (Notting Hill Carnival) は、アフリカ系イギリス人にとっても重要な催事であるが、国内でも有名な祭りで多くの人が押し掛ける。しかし、近年その過剰な混雑により、同カーニバルを別の街で開催しようという声も上がっている。

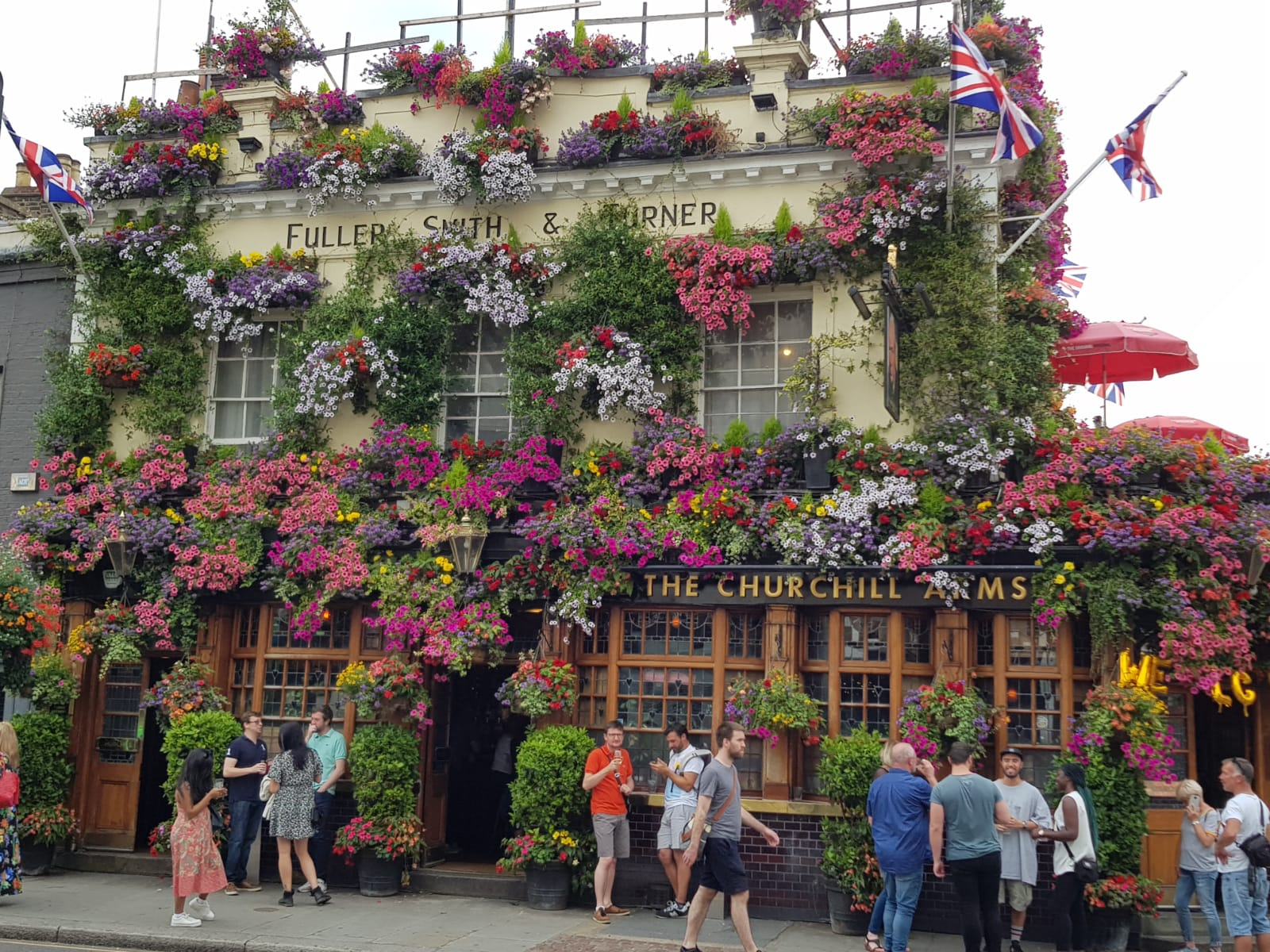
ケンジントン・チャーチ・ストリートにあるパブ、チャーチル・アームズ

## アクセス
- ロンドン地下鉄・ノッティング・ヒル・ゲート駅